# Carbodies
The London Taxi Company fue una empresa británica de diseño y fabricación de carrocerías en general y de vehículos específicamente ideados para ser usados como taxis, con sede en Coventry, Inglaterra. Anteriormente utilizó otros nombres comerciales, como London Taxis International y Carbodies.
La compañía operaba un negocio de construcción de automóviles en Holyhead Road, Coventry. Después de medio siglo de construir series cortas de carrocerías de demanda limitada para los principales fabricantes, tuvo que reemplazar esta actividad cada vez menos demandada y en 1971 adquirió a su antiguo cliente y proveedor de chasis, Austin, las instalaciones necesarias para controlar el proceso completo de la fabricación de los particulares vehículos utilizados por el servicio de taxis de la ciudad de Londres. 
Dos años después fue comprada por la empresa Manganese Bronze Holdings a su antiguo propietario, el grupo BSA, como parte de la operación auspiciada por el Gobierno Británico para rescatar el maltrecho sector de la fabricación de motocicletas en el Reino Unido.
En octubre de 2010 pasó a llamarse The London Taxi Company, y en octubre de 2012 entró en un proceso de administración judicial, con parte de sus activos comprados por la empresa china fabricante de automóviles Geely para formar lo que ahora es la London EV Company.

## Historia
Los orígenes de The London Taxi Company se remontan a 1919, cuando Robert 'Bobby' Jones, exgerente general de Coachbuilder Hollick & Pratt, asumió las operaciones de construcción de automóviles de su entonces empleador, los comerciantes de madera Gooderhams, y establecieron negocios en los locales adquiridos a Thomas Pass en West Orchard, Coventry.

### 1919-1954

#### Carrocerías estandarizadas

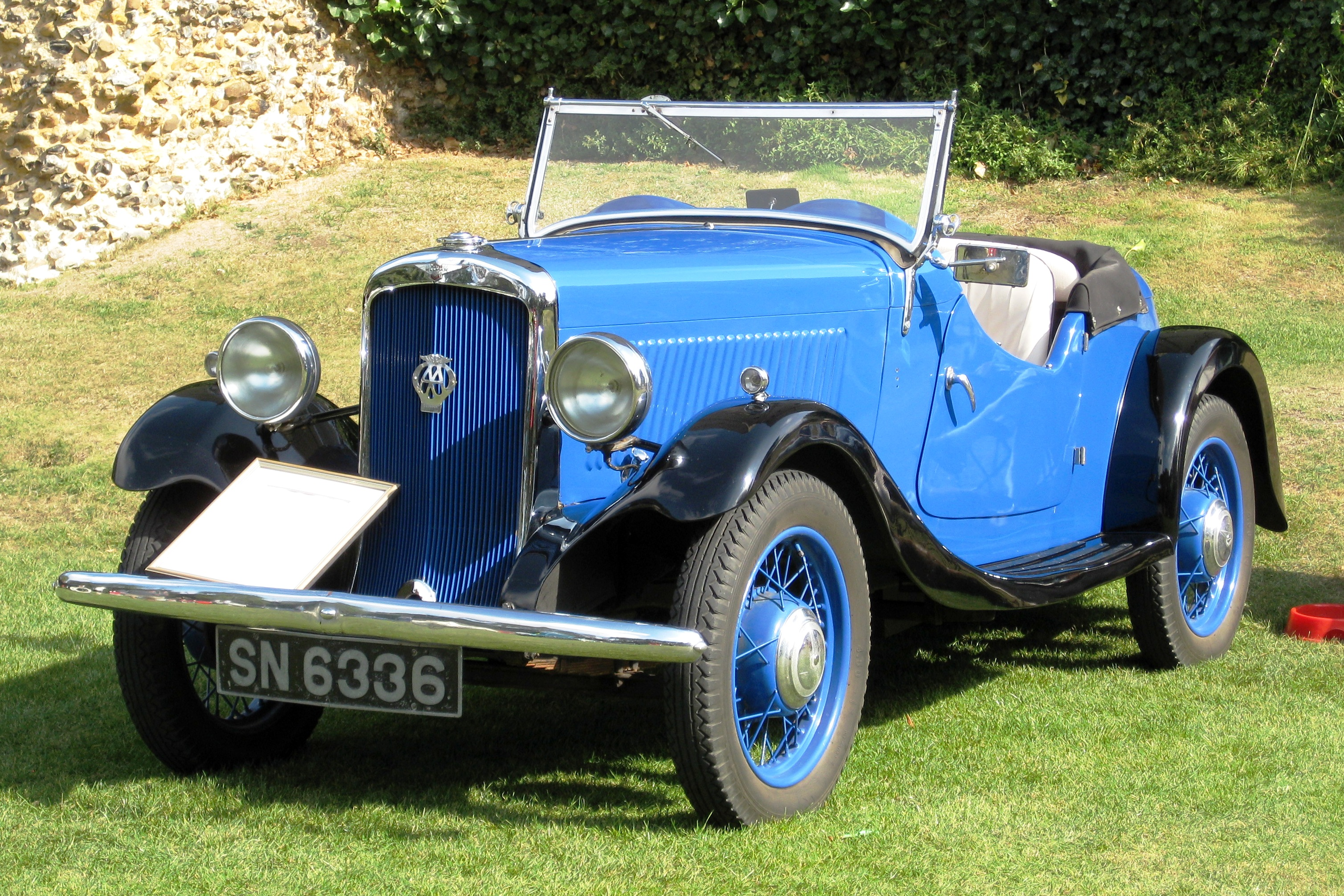
Hillman Minx deportivo (1934)

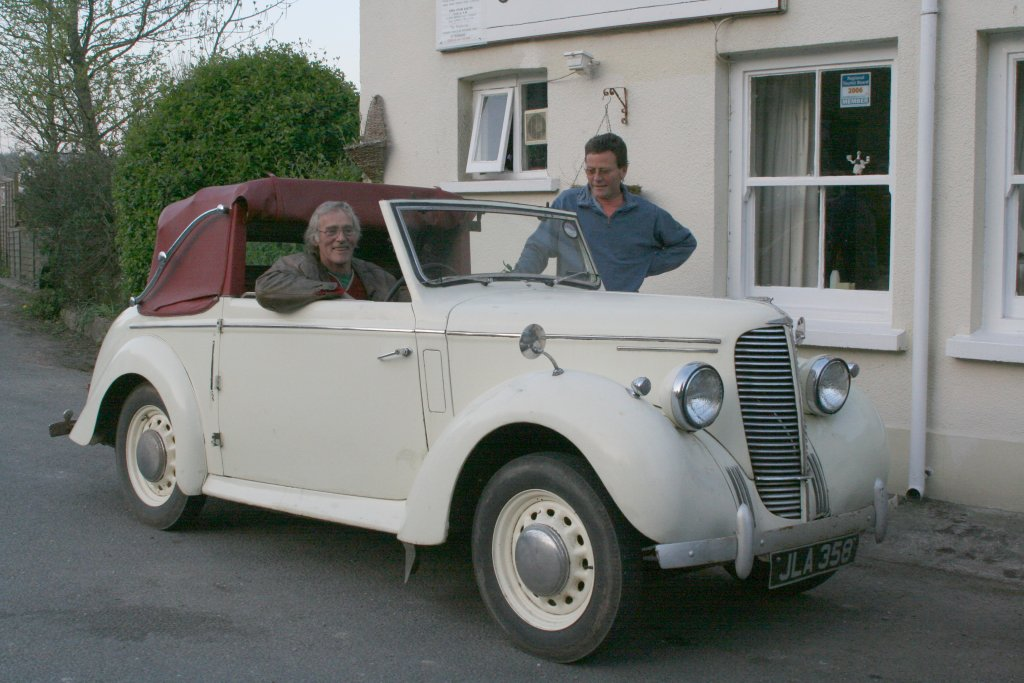
Cupé Hillman Minx descubierto (1947)

En lugar de fabricar carrocerías a medida para diseños individuales, Carbodies se propuso producir carrocerías para una serie de diseños estandarizados destinados a compañías de automóviles que no tenían sus propias instalaciones de carrozado. Sus primeros clientes importantes durante la década de 1920 fueron MG y Alvis Cars. El gran volumen de un nuevo contrato para construir carrocerías para el MG M-Type Midget significó que se necesitaban unas naves más grandes y, en 1928, se mudaron a unas instalaciones más grandes situadas en Holyhead Road, donde permanecen desde entonces. En la década de 1930, suministraron carrocerías para Rover, Invicta y Railton, pero de lejos su mayor y más importante cliente en esa década fue el Grupo Rootes.
Durante la Segunda Guerra Mundial la compañía fabricó carrocerías para vehículos militares. También adquirieron herramientas de prensado de chapa a través del programa establecido mediante la Ley de Préstamo y Arriendo, que les permitió producir componentes de aviones. En 1943, Carbodies pasó a ser una sociedad limitada, con Bobby Jones como director operativo y su hijo Ernest Jones como director general.

#### Taxis y convertibles
Después de la guerra, Carbodies negoció con Austin y con el distribuidor de taxis de Londres, Mann & Overton, para fabricar carrocerías para el taxi Austin FX3, introducido en 1948, así como para terminar y entregar los vehículos completos. Más de 7000 FX3, principalmente destinados a Londres, se produjeron durante 10 años. También desarrollaron un sistema para convertir los modernos automóviles con techo de acero en convertibles. Este sistema estaba disponible para los modelos Hillman Minx; Austin Somerset y Hereford; Ford Mk1 Consul y Zephyr; y poco después, para el Ford Consul Mk2, el Zephyr y el Zodiac.

### Propiedad de BSA (1954-1973)
En 1954, Bobby Jones vendió Carbodies al Grupo BSA, quien puso la compañía bajo el control de su empresa de automóviles de prestigio, Daimler. Aunque estaba previsto que Carbodies se convirtiera en la planta de fabricación de carrocerías de acero de Daimler, esto nunca llegó a cumplirse. Sin embargo, sirvió para convertir el modelo Daimler Conquest en un descapotable, utilizando los mismos métodos desarrollados para transformar los automóviles Ford y Austin. También realizó una carrocería cupé para el Daimler Conquest Roadster y distintos diseños para las berlinas Daimler Majestic y Majestic Major.
Bajo BSA, se ampliaron las instalaciones de fabricación y se pusieron en servicio más plantas. En 1958, Carbodies comenzó a fabricar la carrocería y a realizar el montaje, acabado y entrega del vehículo más importante de su historia, el Austin FX4 taxi. También suministró prototipos de carrocerías y desarrolló las herramientas necesarias para construirlas, proyectos que incluyeron la capota del Jaguar E-Type y distintas piezas para las motocicletas del grupo (Triumph, Ariel y BSA).
Otros contratos realizados durante la década de los sesenta y principios de los setenta fueron la conversión del Humber Hawk y de los modelos Super Snipe, Singer Vogue y Triumph 2000/2.5PI/2500 en automóviles familiares, pero gradualmente, a medida que los contratos con fabricantes y gestores de flotas comerciales se fueron agotando, el taxi FX4 se convirtió en el producto más importante de la compañía.
En 1971, Carbodies compró la línea de ensamblaje de chasis del FX4 de la fábrica de British Leyland, en Adderley Park (Birmingham) y la trasladó a Coventry, lo que los convirtió de hecho en fabricantes completos del FX4, aunque el vehículo conservó su nombre.

### Propiedad de Manganese Bronze Holdings (1973-2013)
En 1973, Carbodies se incluyó en la venta de BSA a Manganese Bronze Holdings. En la década de 1970, Carbodies intentó fabricar un nuevo taxi, el FX5, pero el proyecto se abandonó en 1979 porque los costos de desarrollo eran demasiado altos.
En 1982, la compañía asumió la responsabilidad de la fabricación completa del taxi FX4, después de que British Leyland perdió el interés en este negocio. Para entonces, el FX4 era el único producto de la compañía, a pesar de los intentos de introducir nuevas líneas, como un Ford Cortina MkV convertible y el Range Rover Unitruck. Un nuevo modelo de taxi, el CR6, basado en la carrocería del Range Rover, fue abandonado después de casi cinco años de desarrollo. En 1984, Manganese Bronze Holdings compró el negocio comercial de taxis Londres Mann & Overton. En espera del desarrollo de un nuevo modelo, se decidió mejorar el antiguo FX4, convirtiéndolo en el LTI Fairway.

#### London Taxis International
En 1992, la compañía pasó a llamarse London Taxis International, reestructurándose en tres divisiones: LTI Carbodies, LTI Mann & Overton y London Taxi Finance.
En 1997, se introdujo un nuevo modelo de taxi, el LTI TX1 como sucesor del FX4. El lanzamiento en 2002 del TXII supuso un nuevo paso importante, gracias a su motor diésel Ford Dura Torq de 2.4 litros y a su rampa plegable integral para usuarios en silla de ruedas. También tiene un estribo intermedio y un asiento especial para pasajeros con dificultades moderadas para caminar. Para las personas con problemas de audición, tiene un sistema de intercomunicación adaptado.
En 2007 el TXII fue reemplazado por el LTI TX4. Esta serie consolidó a LTI Vehicles como proveedor mundial de taxis tipo Londres.
En octubre de 2010, London Taxis International pasó a llamarse The London Taxi Company. Se formó una empresa conjunta con el fabricante chino de automóviles Geely, que ya tenía una participación del 20 % en la compañía a través de su participación en Manganese Bronze, para construir una factoría en Shanghái para fabricar taxis tipo Londres para el mercado de exportación y para suministrar componentes a la fábrica local de Coventry. En 2010 se eliminó el nombre comercial de Mann & Overton.

#### Administración
En octubre de 2012, tras la suspensión de las ventas motivada por el descubrimiento de un fallo grave en los componentes de la dirección del vehículo y el fracaso en el intento de obtener nueva financiación, la compañía fue puesta en administración concursal voluntaria. Los componentes defectuosos de la dirección de los vehículos procedían de un proveedor de Geely, la firma china Gang Yang.
En febrero de 2013, ciertos activos de la London Taxi Company fueron comprados al administrador (la consultora PwC) por Geely. El negocio continuó operando como The London Taxi Company hasta que fue rebautizado como London EV Company en septiembre de 2017, desarrollando vehículos eléctricos comerciales en una nueva planta cerca de Coventry, la primera dedicada a producir un taxi eléctrico (el modelo LEVC TX).

## Galería

### Modelos MG carrozados por Carbodies
(Se suministró la mayoría de las carrocerías para los chasis desnudos)
| - MG 14/28 - MG 14/40 - MG 18/80 Mark II Cupé - MG M-type - MG C-type - MG D-type - MG F2 - MG J2 - MG K1 - MG L2 - MG Magnette 'Airline' Cupé - MG Midget TA 'Airline' Cupé - 1956 MG A |

### Carrocerías deportivas previas a la Segunda Guerra Mundial
| - Alvis 12/50 berlina deportiva - Deportivo biplaza Invicta 1931 - Deportivo biplaza Alvis 12/60 |

### Transformación en descapotables y familiares
| - Ford Zephyr convertible - Ford Consul convertible - Ford Consul MkII convertible - Ford Zephyr MkII convertible - Alvis TA 14 cupé - Austin Somerset cupé - Triumph 2000/2.5PI/2500 familiar - Singer Vogue familiar - Humber Hawk familiar - Humber Super Snipe familiar |

### Daimler carrozados por Carbodies
| - Daimler Conquest cupé - Daimler Conquest Century cupé 1955-1957 - Daimler Majestic - Daimler Majestic Major - Daimler Conquest Century cupé |

### Taxis, coches de alquiler y vehículos comerciales
| - Austin K8 - Austin taxicab FX3 - Carbodies taxicab FX4 - Austin FX4 1962 - Austin FL2 Hire Car 1965 |

### Taxis LTI
| - Austin FX4Q taxi (1985) - Fairway (1990) - Fairway 95 London taxi (1995) - TXII en Suiza - TXII en el Reino Unido - TX4 en Singapur |